# Mimoniphona fasciculata
Mimoniphona fasciculata – gatunek chrząszcza z rodziny kózkowatych i podrodziny zgrzypikowych. Jedyny przedstawiciel rodzaju Mimoniphona.

## Zasięg występowania
Gatunek ten występuje w Indiach.